# 松雀鹰
松雀鹰（学名：Accipiter virgatus）为鹰科鹰属的鸟类，分布于季風亞洲。该物种的模式产地在印度尼西亚爪哇。
松雀鷹在南亞的茂密森林中廣泛繁殖，分佈範圍從印度次大陸向東橫跨東南亞，並延伸至東亞。牠們在樹上築巢，每年築一個新巢，並產下2到5顆蛋。
這種鳥是中等體型的猛禽（29至36 厘米），具有短而寬的翅膀和長尾巴，這兩者都是適應於在茂密植被中快速機動的特徵。該物種的正常飛行模式是一種特有的「拍翅–拍翅–滑翔」。
這種鳥類像是廣泛分佈的赤腹鷹的暗色版本，具有較暗的上體、強烈的下翼條紋、更寬的喉紋以及細長的腿和腳趾。成年雄性的松雀鷹上體為深藍灰色，下體為白色，帶有紅棕色的條紋。體型較大的雌性上體比雄性更棕色。幼鳥上體為深棕色，下體為白色，帶有棕色條紋。在所有羽毛狀態下，尾巴上有3到4條同樣大小的暗色條紋。
在冬季，松雀鷹會出現在更開闊的林地，包括稀樹草原和耕地。其狩獵技術與其他小型鷹類如北雀鷹和尖尾鷹相似，依靠突然襲擊，從隱蔽的棲息處飛出或迅速掠過灌木叢，趁獵物不備時捕捉它們。

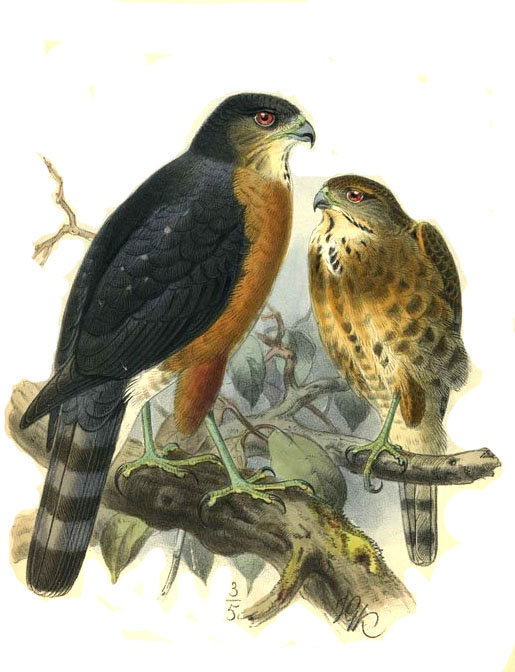
Besra Illustration by Keulemans

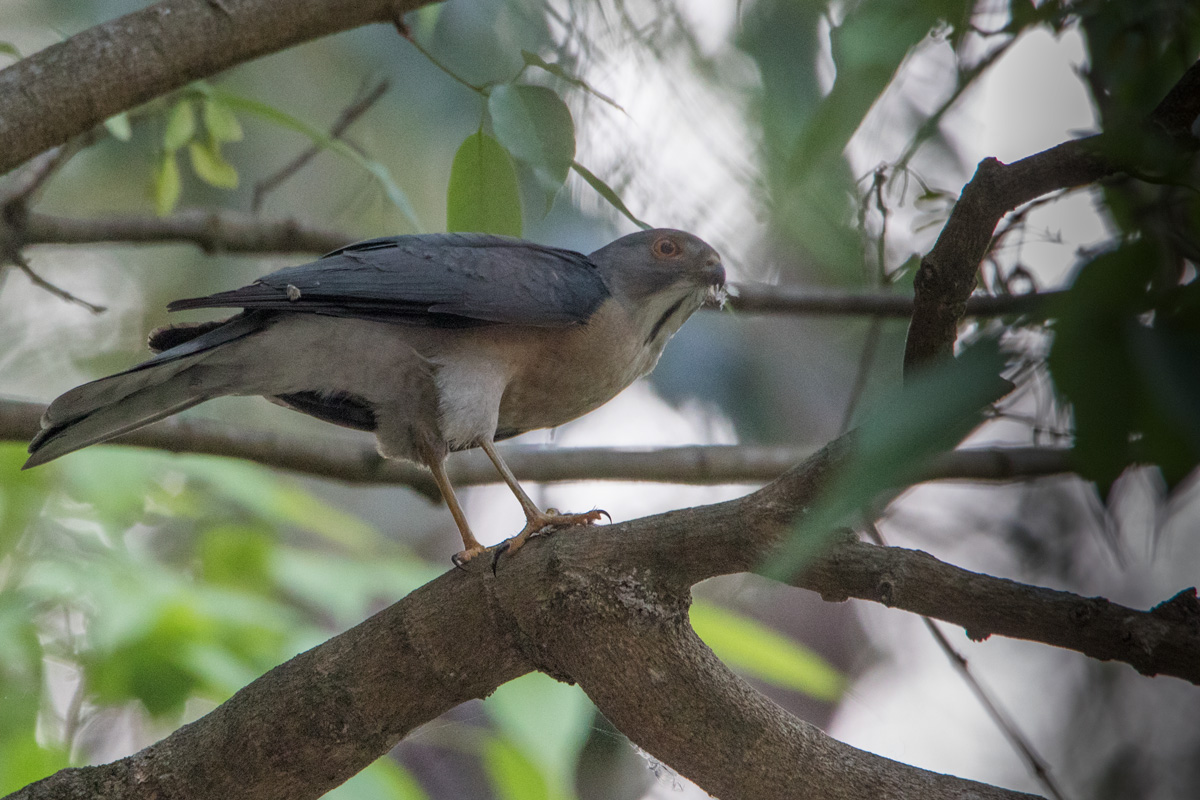
At Sattal, India

獵物包括蜥蜴、蜻蜓、小型鳥類和哺乳動物。

## 亚种
共有十個亞種被認可：
- A. v. affinis 霍奇森, 1836 – 西喜馬拉雅至中國中部和印度支那。在中国大陆，分布于从喜马拉雅山脉向东至云南、贵州、广西、向北至四川、陕西、南到海南等地。该物种的模式产地在尼泊尔。[4]
- A. v. fuscipectus 梅斯, 1970 – 分布于台湾。该物种的模式产地在台湾。[5]
- A. v. besra 賈登, 1839 – 印度南部和斯里蘭卡
- A. v. vanbemmeli 武斯, 1950 – 蘇門答臘山區
- A. v. rufotibialis 夏普, 1887 – 婆羅洲山區
- A. v. virgatus （特明克, 1822） – 爪哇和巴厘島山區
- A. v. quinquefasciatus 梅斯, 1984 – 弗洛勒斯山區（中小巽他群島）
- A. v. abdulalii 梅斯, 1981 – 安達曼和尼科巴群島
- A. v. confusus 哈特特, EJO, 1910 – 菲律賓北部、中部
- A. v. quagga 帕克斯, 1973 – 菲律賓中部、南部（不包括巴拉望群島和蘇祿群島）」

## 保护
- 中国国家重点保护动物等级：二级

## 外部鏈結
- 松雀鷹| 臺灣國家公園 （页面存档备份，存于）
- 草山鷹飛 - 臺灣國家公園 - 營建署 （页面存档备份，存于）

### 閱讀
- 鳳頭蒼鷹與台灣松雀鷹之分辨